# اسکات تارو
اسکات تارو (انگلیسی: Scott Turow؛ زادهٔ ۱۲ آوریل ۱۹۴۹) یک وکیل، رمان‌نویس، و نویسنده اهل ایالات متحده آمریکا است.
داستان "سال اولی ها" نوشته ی اسکات تارو می‌باشد ، او (تارو) با تأثیر از خاطرات سال اول دانشجویی خود در رشته ی حقوق دانشگاه هاروارد این اثر را به رشته ی تحریر درآورده است. معمولاً به دانشجویان رشته ی حقوق توصیه می‌شود این کتاب را بخوانند.
https://en.wikipedia.org/wiki/One_L